# Friedrich Busch (Bibliothekar)
Friedrich Busch (* 15. Februar 1891 in Hannover; † 29. April 1974 ebenda) war ein deutscher Bibliothekar.

## Leben
Friedrich Busch, der Sohn eines Eisenbahnbeamten, legte 1910 sein Abitur am Kaiser-Wilhelms-Gymnasium in Hannover ab. Anschließend wandte er sich dem Studium der Geschichtswissenschaften sowie Klassischen Philologie an den Universitäten Freiburg, Marburg sowie Göttingen zu. Während seines Studiums wurde er im Wintersemester 1910/11 Mitglied des Philologisch-Historischen Vereins Marburg (seit 1919 Wissenschaftliche Verbindung Hercynia), der 1921 Teil der späteren Marburger Burschenschaft Rheinfranken wurde, der er sein Leben lang angehören sollte. Sein Studium wurde durch seine Teilnahme am Ersten Weltkrieg unterbrochen. Als Kriegsfreiwilliger rückte Busch am 26. September 1914 beim Feld-Artillerie-Regiment „von Scharnhorst“ (1. Hannoversches) Nr. 10 in Hannover ein. Als Leutnant der Reserve schied er am 31. März 1919 aus dem Heer aus und kehrte an die Universität Göttingen zurück, wo er mit der Promotion zum Dr. phil. bei Karl Brandi in abschloss.
Busch absolvierte zwischen 1920 und 1921 die fachbibliothekarische Ausbildung an der Königlichen und Provinzial-Bibliothek, heute Gottfried Wilhelm Leibniz Bibliothek, in Hannover sowie 1923 die Prüfung für das Lehramt an höheren Schulen.
Nach ersten beruflichen Einsätzen in hannoverschen Volksbüchereien, in der Hofbibliothek Bückeburg sowie in der Herzog August Bibliothek wechselte er 1925 als Bibliotheksrat zur Stadtbibliothek Hannover, dort wurde er 1927 zum Bibliotheksdirektor bestellt, eine Position, die er bis zu seinem Eintritt in den Ruhestand 1956 bekleidete. 1931 erhielt die Stadtbibliothek als erste öffentliche Bibliothek in Deutschland ein nach seinen Vorgaben von Karl Elkart entworfenes Hochhaus in der Hildesheimer Straße. Ferner fielen in seine Direktorenzeit der Aufbau eines aus einer Zentralbibliothek und mehreren Stadtteilbüchereien bestehenden Bibliothekssystems, die Umstellung auf Freihandaufstellung und der Wiederaufbau der Bibliothek nach dem Zweiten Weltkrieg. 1937 wollten die Nationalsozialisten Busch aus seinem Amt entfernen, weil er zwischen 1923 und 1930 einer Freimaurerloge angehört hatte. Sein Dezernent setzte sich für ihn ein und konnte ihn im Amt halten. Die Gestapo ließ ihn aber überwachen. Busch leitete zusätzlich von 1939 bis 1942 und von 1945 bis 1951 das Stadtarchiv Hannover.
Friedrich Busch, der sich im Besonderen einen Namen als Bibliograph der Geschichte Nordwestdeutschlands erworben hatte, war Mitglied der Historischen Kommission für Niedersachsen und Bremen sowie Ehrenmitglied des Historischen Vereins für Niedersachsen, des Niedersächsischen Landesvereins für Familienkunde sowie des Schaumburg-Lippischen Heimatvereins.
Friedrich Busch heiratete 1921 die aus Lüchow stammende Margarete, geborene Hillewerth, mit der er den Sohn Jürgen und die Tochter Anneliese hatte. Nach dem Tod seiner Ehefrau 1971 zog Busch in die Pflegeabteilung der Heineman-Stiftung. Er verstarb 1974 83-jährig in seiner Heimatstadt Hannover.

## Schriften
- Chronik der Familie Mundhenke. Deinser Linie, Jaab & Kohlreutz, Hannover 1908.
- Beiträge zum Urkunden- und Kanzleiwesen der Herzöge zu Braunschweig und Lüneburg im 13. Jahrhundert, Teil I (= Veröffentlichungen der Historischen Kommission für Hannover, Oldenburg, Braunschweig, Schaumburg-Lippe und Bremen), J. Zwissler, Hannover 1921.
- Bibliographie der niedersächsischen Geschichte. Für die Jahre 1908 und 1933. Hildesheim: Lax, 1938 (= Veröffentlichungen der Historischen Kommission für Hannover, Oldenburg, Braunschweig, Schaumburg-Lippe und Bremen, 16,1)
- Bibliographie der niedersächsischen Geschichte. Für die Jahre 1956 und 1957. Hildesheim: Lax, 1959 (= Veröffentlichungen der Historischen Kommission für Niedersachsen und Bremen, 16,3,1)
- Schaumburgische Bibliographie. Hildesheim: Lax, 1964 (= Veröffentlichungen der Historischen Kommission für Niedersachsen, 31)
- Bibliographie der niedersächsischen Geschichte. Für die Jahre 1958 bis 1960. Hildesheim: Lax, 1971 (= Veröffentlichungen der Historischen Kommission für Niedersachsen und Bremen, 16,3,2)
- Mit Reinhard Oberschelp (Hrsg.): Bibliographie der niedersächsischen Geschichte. Für die Jahre 1961 bis 1965. Hildesheim: Lax, 1972 (= Veröffentlichungen der Historischen Kommission für Niedersachsen und Bremen, 16,4)
- Mit Reinhard Oberschelp (Hrsg.): Bibliographie der niedersächsischen Geschichte. Für die Jahre 1933 bis 1955. Bde. 1–5. Hildesheim: Lax, 1973–1977 (= Veröffentlichungen der Historischen Kommission für Niedersachsen und Bremen, 16,2)